# 森岡利行
森岡 利行（もりおか としゆき、1960年4月1日 - ）は、日本の脚本家・映画監督・演出家。

## 経歴
大阪府八尾市出身。俳優業を経て1993年に劇団「ストレイドッグ」を結成する。1995年に「新・悲しきヒットマン」で脚本を書き、2000年に「クラヤミノレクイエム」で映画を監督し、2004年に映画化企画『路地裏の優しい猫』が第3回日本映画エンジェル大賞を受賞したのちに映画化されて、2008年に「子猫の涙」として公開された。第20回東京国際映画祭「日本映画 ある視点」部門で特別賞を受賞した。現在は脚本、映画監督、舞台演出などの活動が主である。日本シナリオ作家協会と日本映画監督協会の会員で文教大学情報学部広報学科講師である。
メキシコシティオリンピックボクシング競技バンタム級銅メダリストの森岡栄治は叔父で、現森岡ボクシングジム会長の森岡和則は従兄弟にあたる。

## 監督作品

### テレビドラマ
2005年
- BS-i『佐藤四姉妹』  - 出演: 黒川芽以、篠原ともえ（2話監督・脚本）

2009年
- TBS 連続ドラマ『帝王』  - 出演: 塚本高史、袴田吉彦、安達祐実、竜雷太

2015年
- 平成27年度(第70回)文化庁芸術祭参加作品 BSジャパン開局15周年特別企画 松本清張ミステリー時代劇
  - 第二話『七草粥』（脚本・監督） - 出演: 星野真里　田中幸太朗　志村東吾　西尾まり　布施博
  - 第五話『大黒屋』（脚本・監督） - 出演: 塩谷瞬　せんだみつお　橘実里　山村美智　三浦浩一
  - 第八話『大山詣で』（脚本・監督） - 出演: 袴田吉彦　寺島咲　重松隆志　柳喬　古旗宏治
  - 第十一話『赤猫』（監督） - 出演: 金子昇、ダンカン、森田涼花、小宮一葉、西尾友樹、下條アトム
- BSジャパン開局15周年特別企画  火曜スペシャル「山本周五郎人情時代劇」
  - 第二話『夜の辛夷』（監督） - 出演: 秋元才加、忍成修吾、吉田芽吹、芳本美代子
  - 第五話『追いついた夢』（監督） - 出演: 阿南健治、長谷川優、弥尋、斎藤洋介、森田亜紀、蒲公仁

2016年
- BSジャパン開局15周年特別企画  火曜スペシャル「山本周五郎人情時代劇」
  - 第八話『あだこ』（監督） - 出演: 田中幸太朗、佐津川愛美、梨木まい、三浦力、鷲津秀人、虫狩愉司、市川勇、那波隆史
- BSジャパン開局15周年特別企画 火曜スペシャル 多岐川恭「男と女のミステリー時代劇」
  - 第二話『牢の女』（監督） - 出演: 浅野温子、大西礼芳、なべやかん、円城寺あや
  - 第六話『身代り稼ぎ』（監督） - 出演: 桜田通、小川あん、東てる美、碓井将大
  - 第九話『鋳掛け屋』（監督） - 出演: 金子貴俊、宮地真緒、井田國彦、有福正志

2017年
- 山本周五郎時代劇 武士の魂
  - 第八話「茶摘は八十八夜から始まる」（監督） - 出演: 団時朗、八神蓮、森口彩乃、三浦浩一

### 映画
2000年
- 『REQUIEM of DARKNESS（クラヤミノレクイエム）』（監督・脚本） - 出演: 黒川芽以、菅田俊、木下ほうか、小島可奈子

2004年
- 『問題のない私たち』（監督・脚本） - 原作: 牛田麻希 - 出演: 黒川芽以、沢尻エリカ、小松愛、美波、大塚寧々、勝村政信

2008年
- 『子猫の涙』（監督・脚本） - 出演: 武田真治、藤本七海、広末涼子、他 - 第20回東京国際映画祭「日本映画・ある視点」特別賞受賞、日本映画エンジェル大賞受賞

2009年
- 『女の子ものがたり』（監督） - 原作: 西原理恵子 出演: 深津絵里、福士誠治、風吹ジュン、板尾創路、奥貫薫、黒沢あすか、上島竜兵

2011年
- 『パンツの穴 〜童貞喪失ラプソディー〜』（監督） - 脚本: 赤間つよし 出演: 篠崎愛、田之上賢志、辰巳ゆい、山本陽一

2012年
- 『忍道-SHINOBIDO-』（監督） - 脚本: 宮本武史 - 出演: 佐津川愛美、ユキリョウイチ、菊地あやか、尚玄、黒沢年雄、研ナオコ、長谷川初範
- 『蝉の女 愛に溺れて』（監督） - 原作: 郷田マモラ - 出演: 七海なな、駒木根隆介、冨樫真、栗林里莉

2013年
- 『いびつ-ibitu-』（監督） - 原作: 岡田和人 - 出演: 駒谷仁美、石田政博、範田紗々、ダンディ坂野、中西良太、山下容莉枝
- 『ハダカの美奈子』（監督・脚本） - 出演: 中島知子、美奈子、平嶋夏海、菅谷哲也、他
- 『上京ものがたり』（監督） - 原作: 西原理恵子 - 出演: 北乃きい、池松壮亮、谷花音、黒沢あすか、岸部一徳、瀬戸朝香 - 第五回沖縄国際映画祭出品

2016年
- 『女ヒエラルキー 底辺少女』（監督） - 原作: 鈴木詩子 - 出演: 平嶋夏海、冨手麻妙、阿部菜渚美、円谷優希、比嘉梨乃、岡山天音、森田亜紀、岡田義徳 - ゆうばり国際ファンタスティック映画祭2016 フォービデン・ゾーン部門出品

2018年
- 『純平、考え直せ』（監督）- 原作:奥田英朗 - 出演:野村周平、柳ゆり菜
- 『夜明けまで離さない』（監督）- 出演:宮地真緒、毎熊克哉

2020年
- 『悲しき天使』（監督・脚本）- 出演:和田瞳、水野勝

2022年
- 『俺と〇〇〇すれば売れる』（監督・脚本） - 原作:香穂『俺とSEXすれば売れる』 - 出演:青山泰菜、西野入流佳、竹田光稀
- 『向田理髪店』（監督・脚本）- 原作:奥田英朗 - 出演:高橋克実、富田靖子

## その他　企画、監修作品
2015年
- 『メイクルーム』（プロデューサー） - 監督・脚本・編集: 森川 圭 - プロデューサー: 森岡利行、中村裕美 - 出演: 森田亜紀、伊東 紅、栗林里莉、川上奈々美、住吉真理子、他 - ゆうばり国際ファンタスティック映画祭2015、オフシアター・コンペティション部門映画グランプリ受賞

2016年
- 『メイクルーム2』（プロデューサー） - 監督・脚本・編集: 森川 圭 - 出演: 森田亜紀、平嶋夏海、栗林里莉、川上奈々美、伊東 紅 - ゆうばり国際ファンタスティック映画祭2016 特別プログラム部門上映
- 『けんじ君の春』（プロデューサー） - 監督・脚本: 森田亜紀 - 出演: 戸塚純貴、金城茉奈、森田亜紀、他 - あいち国際女性映画祭2015上映、第11回大阪アジアン映画祭 インディ・フォーラム部門正式出品、第14回中之島映画祭 二次審査正式出品

## 脚本作品

### テレビドラマ
1999年
- 日本テレビ 連続ドラマ「ボーダー 犯罪心理捜査ファイル」- 出演: 中森明菜、筒井道隆

2000年
- 日本テレビ 連続ドラマ「シンデレラは眠らない」 - 出演: 原沙知絵、上川隆也、安達祐実
- フジテレビ「質屋珠子の殺人鑑定書」 - 出演: 室井滋
- 日本テレビ「刑事」 - 出演: 舘ひろし、黒川芽以、秋吉久美子

2001年
- NHK「コウノトリなぜ紅い」 - 出演: 薬師丸ひろ子、宮藤官九郎、生瀬勝久

2002年
- NHK「ビタミンF ゲンコツ」 - 出演: 石橋凌、石野真子
- NHK「青き復讐の花」 - 出演: 宮沢りえ、岡本健一
- フジテレビ「成りあがり」 - 出演: 松岡昌宏、星野真里

2003年
- TBS「横山秀夫サスペンス 密室の抜け穴」 - 出演: 石橋凌、隆大介

2005年
- BS-i「佐藤四姉妹」 - 出演: 黒川芽以、篠原ともえ（2話監督・脚本）

2006年
- NHK 連続ドラマ「繋がれた明日」 - 出演: 青木崇高、杉浦直樹

2009年
- NHK 連続ドラマ「ツレがうつになりまして。」 - 出演: 藤原紀香、原田泰造
- TBS 連続ドラマ「帝王」 - 出演: 塚本高史、袴田吉彦

2012年
- テレビ東京 「親父がくれた秘密〜下荒井5兄弟の帰郷〜」- 出演: 大森南朋、大泉洋 ※脚本協力

2018年
- NHK 土曜時代ドラマ「そろばん侍 風の市兵衛」- 出演:向井理、原田泰造、渡辺いっけい（第3部脚本）

### 映画
1995年
- 『新・悲しきヒットマン』 - 監督: 望月六郎 - 出演: 石橋凌

1996年
- 『ヤンキー烈風隊』 - 監督: 新村良二 - 出演: 西野妙子
- 『ミナミの帝王劇場版PARTVII』 - 監督: 萩庭貞朗 - 出演: 竹内力
- 『不法滞在』 - 監督: 香月秀之 - 出演: 陣内孝則
- 『極道戦国志 不動』 - 監督: 三池崇史 - 出演: 谷原章介
- 『リストラ代紋 史上最強の公務員』 - 監督: 金澤克次 - 出演: 木村一八
- 『チンピラ』 - 監督: 青山真治 - 出演: 大沢たかお

1997年
- 『野獣死すべし』 - 監督: 廣西眞人 - 出演: 木村一八
- 『野獣死すべし 復讐編』 - 監督: 廣西眞人 - 出演: 木村一八
- 『鬼火』 - 監督: 望月六郎 - 出演: 原田芳雄

1998年
- 『BLUESHARP』 - 監督: 三池崇史 - 出演: 田辺誠一
- 『安藤組外伝・群狼の系譜』 - 監督: 工藤栄一 - 出演: 中条きよし
- 『チャカ』 - 監督: 渡辺武 - 出演: 竹内力
- 『ラッキーロードストーン』 - 監督: 高橋ジョージ - 出演: 三船美佳

2008年
- 『死にぞこないの青 - 監督: 安達正軌 - 出演: 須賀健太

### ビデオドラマ
1995年
- 『とんぼりの竜』 - 監督: 萩庭貞朗 - 出演: 永澤俊矢
- 『ミナミの帝王 銀次郎VS悪徳弁護士』 - 監督: 萩庭貞朗 - 出演: 竹内力

1996年
- 『ドーベルマン刑事』 - 監督: 後藤大輔 - 出演: 竹内力

1997年
- 『史上最悪の兄弟 Part1』 - 監督: 辻裕之 - 出演: 岸本祐二
- 『史上最悪の兄弟 Part2』 - 監督: 辻裕之 - 出演: 岸本祐二

1998年
- 『極道戦国志 不動2』 - 監督: 福岡芳穂 - 出演: 谷原章介
- 『極道戦国志 不動3』 - 監督: 福岡芳穂 - 出演: 谷原章介

2005年
- 『夾竹桃の夏』 - 監督: 岡島明 - 出演: 橘実里、正司歌江

### 舞台
1994年
“STRAYDOG”公演「暗闇のレクイエム」（演出兼任）
1996年
- 東京ロックンパラダイス新人公演「真冬のブルー・ハワイ」
- “STRAYDOG”公演「カノン」（演出兼任）
- 東京ロックンパラダイス公演「BONDS OF AFFECTION」

1998年
「カノン」（森岡利行作、演出兼任）新宿シアターモリエール、大阪一心寺シアター
1999年
“STRAYDOG”公演「悲しき天使」（演出兼任）
2000年
“STRAYDOG”公演「路地裏の優しい猫」（演出兼任）
2002年
- “STRAYDOG”公演「竜二　～お父さんの遺した映画～」（演出兼任）
- “STRAYDOG”公演「心は孤独なアトム」（演出兼任）

2004年
“STRAYDOG”公演「母の桜が散った夜」
2009年
- 5月“STRAYDOG”プロデュース「路地裏の優しい猫」新国立劇場 -出演：岡本玲
- 8月“STRAYDOG”#19「あなたには帰る家がある」（山本文緒原作）

2010年
- 4月“STRAYDOG”プロデュース「母の桜が散った夜」
- 8月ドラマデザイン社プロデュース「恋ばば　十四歳！」（演出補）
- 9月“STRAYDOG”seedling（若手）「へなちょこヴィーナス」（高橋いさを作）
- 10月“STRAYDOG”#20「ぼくんち」（西原理恵子原作）

2011年
- 1月「軋み」（ブラジリー・アン山田作） - 出演: 金山一彦、芳本美代子
- 4月“STRAYDOG”#21「女の子ものがたり」（西原理恵子原作）
- 8月 STRAYDOG Produce「問題のない私たち」（牛田麻希原作）

2012年
- 8月“STRAYDOG”プロデュース「路地裏の優しい猫」（演出兼任）
- 12月“STRAYDOG”プロデュース「問題のない私たち」（牛田麻希原作）

2013年
- 3月「へなちょこヴィーナス」（脚色・演出）

2014年
- 2月“STRAYDOG”プロデュース「心は孤独なアトム」（演出兼任）
- 3月“STRAYDOG”Seedling「へなちょこヴィーナス」（脚色・監修）

2016年
- 4月“STRAYDOG”プロデュース「母の桜が散った夜」（演出兼任）
- 11月“STRAYDOG”プロデュース「悲しき天使」（原作：山之内幸夫、脚本・演出）

2017年
- 2月“STRAYDOG”プロデュース「アオイの花」（演出兼任）
- 3月“STRAYDOG”プロデュース「海街diary」（原作：吉田秋生、脚本・演出）
- 6月“STRAYDOG”番外公演「あなたには帰る家がある」（演出兼任）
- 8月“STRAYDOG”プロデュース「夕凪の街 桜の国」（原作：こうの史代、脚本・演出）

2018年
- 1月“STRAYDOG”プロデュース「心は孤独なアトム」（演出兼任）
- 4月“STRAYDOG”Produce＝春の二本立て公演！＝「母の桜が散った夜」「閨房のアライグマ」（演出兼任）
- 10月“STRAYDOG”プロデュース「竜二 ～お父さんの遺した映画～」（原作：生江有二、脚本・演出）

2019年
- 12月“STRAYDOG”プロデュース「悲しき天使」（原作：山之内幸夫、脚本・演出）

2020年
- 5月“STRAYDOG”プロデュース「路地裏の優しい猫」（演出兼任）※東京公演はコロナ禍福で中止
- 10月“STRAYDOG”本公演「幸せになるために」（演出兼任）

2021年
- 4月“STRAYDOG”プロデュース「路地裏の優しい猫」＜振替公演＞（演出兼任）
- 8月“STRAYDOG”プロデュース「夕凪の街 桜の国」（原作：こうの史代、脚本・演出）

2022年
- 1月“STRAYDOG”プロデュース「アオイの花」（演出兼任）
- 1月“STRAYDOG”プロデュース「絶叫」（原作： 葉真中顕、演出兼任）
- 3月“STRAYDOG”プロデュース「海街diary」（原作：吉田秋生、脚本・演出）
- 8月“STRAYDOG”プロデュース「幸せになるために」（演出兼任）

## テレビ出演

### テレビドラマ
- 太陽にほえろ!第604話「戦場のブルース」（1984年6月8日、日本テレビ）
- お見合いの達人（1994年4月25日 - 6月10日、TBS）- 安西信一 役 ※出演時の芸名：森岡六太郎
- おかみ三代女の戦い（1995年、TBS） ※出演時の芸名：森岡六太郎

### バラエティ他
- ガチンコ! (TBS) 「アイドル学院」講師として

## 受賞歴

### 映画
- 『上京ものがたり』 - 第5回沖縄国際映画祭出品
- 『子猫の涙』 - 第3回日本映画エンジェル大賞（角川出版事業振興基金信託）、第20回東京国際映画祭「日本映画・ある視点」特別賞受賞
- 『問題のない私たち』 - アジア太平洋映画祭出品
- 『群狼の系譜』 - ベルリン国際映画祭ヨーロピアン・フィルム・マーケット、カンヌ国際映画祭フィルム・マーケット出品。ウィーン・VIENNALE、ポルトガル・オポルト国際映画祭、アジア太平洋映画祭招待。フランス・パリ、カルチェラタン、トゥールーズにて公開。
- 『BLUESHARP』 - バンクーバー映画祭正式招待
- 『鬼火』 - 湯布院、トロント、バンクーバー、オルレアン、ロンドン、ロッテルダム、ソウル国際映画祭出典 - 第19回ヨコハマ映画祭 (作品賞・監督賞・主演男優賞・助演女優賞・日本映画ベストテン第1位)、第23回おおさか映画祭 (作品賞・監督賞・主演男優賞・助演女優賞・日本映画ベストテン第1位) 、第52回毎日映画コンクール（主演男優賞）、 '97年キネマ旬報ベストテン（日本映画監督賞・日本映画ベストテン第5位・主演男優賞第2位・助演女優賞第3位・脚本賞第6位）、第8回文化庁優秀映画、'97年度日本映画プロフェッショナル大賞（主演男優賞）
- 『チンピラ』 - 東京国際映画祭アジア秀作週間出典。テサロニキ、ソチ国際映画祭インターナショナルコンペティションあおもり映画祭、トリノ国際映画祭特別上映、香港、シンガポール、メルボルン、ロッテルダム、湯布院映画祭招待上映
- 『極道戦国志　不動』 - ポルトガル、カナダ、トロント、ヘルシンキ、スウェーデン、イタリア、アメリカ、ベルギー、フランス、各映画祭招待上映
- 『新・悲しきヒットマン』 - バンクーバー映画祭正式出展作品、第5回日本映画プロフェッショナル大賞（作品賞・監督賞・主演男優賞受賞）

### TV
- NHK『ビタミンＦ ゲンコツ』 - ギャラクシー賞月間賞受賞
- NHKハイビジョンサスペンス『コウノトリ なぜ紅い』 - 文化庁芸術祭参加作品
- NTV『シンデレラは眠らない』連続ドラマ - 「第3回日刊スポーツ・ドラマグランプリ作品賞」1〜3月期第3位/年間作品賞ベスト7